# 趙琪璠
赵琪璠，又名赵国圻，蒙古族，清朝末年绍兴府知府赵景琪之子。
溥仪四妹韫娴原许配兴安省长凌陞之子。1936年，日本关东军以叛变日本的罪名处决凌陞，将韫娴与凌陞之子的婚约解除。赵琪璠是溥杰在日本的同学，毕业后到新京（长春），充任皇宫中校侍卫官。因他身材魁伟，年轻豪爽，被溥仪看中，于是为他和韫娴指婚。同年，在新京军人会馆举行婚礼，成为四“额驸”。婚后，赵琪璠调往热河。满洲国灭亡后，从热河经沈阳逃亡关内，国共内战后，又由关内逃往台湾。1982年春，在溥杰协助下，返回北京，与韫娴及儿女们团聚。